# Clifford Mackay McEwen
Clifford Mackay »Black Mike« McEwen, kanadski letalski častnik, maršal, vojaški pilot in letalski as, * 2. julij 1897, Griswold, Manitoba, † 6. avgust 1967, Toronto.
Poročnik McEwen je v svoji vojaški službi dosegel 27 zračnih zmag.

## Življenjepis
Po diplomiranju na Univerzi Saskatchewana se je leta 1916 pridružil Kanadski kopenski vojski, nakar je bil naslednje leto prerazporejen k Kraljevemu letalskemu korpusu. Postal je član 28. eskadrilje in služil v Italiji, kjer je dosegel vseh svojih 27 zmag.
Po vojni se je vrnil v Kanado in postal pripadnik Kraljevega kanadskega vojnega letalstva. Med drugo svetovno vojno je postal letalski podmaršal in bil poveljnik 6. bombniške skupine.

## Odlikovanja
- Military Cross (MC)
- Distinguished Flying Cross (DFC) s ploščico
- bronasta medalja za vojaški pogum